# Grand Prix Francji 1986
Grand Prix Francji 1986 (oryg. Grand Prix de France) – ósma runda Mistrzostw Świata Formuły 1 w sezonie 1986, która odbyła się 6 lipca 1986, po raz 10. na torze Circuit Paul Ricard.
72. Grand Prix Francji, 36. zaliczane do Mistrzostw Świata Formuły 1.

## Klasyfikacja
| Legenda oznaczeń w tabelach wyników Wyświetl szablon na nowej stronie | Legenda oznaczeń w tabelach wyników Wyświetl szablon na nowej stronie                                                                     |
| Oznaczenie                                                            | Wyjaśnienie |
| --------------------------------------------------------------------- | --- |
| Złoty                                                                 | Zwycięzca lub mistrzostwo |
| Srebrny                                                               | 2. miejsce lub wicemistrzostwo |
| Brązowy                                                               | 3. miejsce lub II wicemistrzostwo |
| Zielony                                                               | Ukończył, punktował (w klasyfikacji generalnej, gdy zdobył co najmniej jeden punkt na przestrzeni sezonu, poza trzema powyższymi opcjami) |
| Niebieski                                                             | Ukończył, nie punktował (w klasyfikacji generalnej, gdy nie zdobył co najmniej jednego punktu na przestrzeni sezonu)                      |
| Czerwony                                                              | Nie zakwalifikował się (NZ) |
| Czerwony                                                              | Nie prekwalifikował się (NPK) |
| Różowy                                                                | Nie ukończył (NU) |
| Różowy                                                                | Niesklasyfikowany (NS) (w klasyfikacji generalnej, gdy nie został sklasyfikowany w żadnym wyścigu sezonu)                                 |
| Czarny                                                                | Zdyskwalifikowany (DK) |
| Czarny                                                                | Wykluczony (WYK/EX) |
| Biały                                                                 | Nie wystartował (NW) |
| Biały                                                                 | Kontuzjowany (K/INJ) |
| Biały                                                                 | Wyścig odwołany (OD/C) |
| Bez koloru                                                            | Został wycofany (WYC/WD) |
| Bez koloru                                                            | Nie przybył (NP/DNA) |
| Bez koloru                                                            | Nie brał udziału w treningach (NT/DNP) |
| Bez koloru                                                            | Nie został zgłoszony (–) |
| Pogrubienie                                                           | Start z pole position |
| Kursywa                                                               | Najszybsze okrążenie wyścigu |
| †                                                                     | Nie ukończył, ale jego rezultat został zaliczony ze względu na przejechanie więcej niż 90% dystansu wyścigu.                              |
| *                                                                     | Sezon w trakcie |
| 1/2/3                                                                 | Punktowana pozycja w sprincie kwalifikacyjnym                                                                                             |
| Lista systemów punktacji Formuły 1                                    | |

| Pos | No | Kierowca           | Konstruktor            | Okrążeń | Czas/powód NU      | Poz. Start. | Punktów |
| --- | -- | ------------------ | ---------------------- | ------- | ------------------ | ----------- | ------- |
| 1   | 5  | Nigel Mansell      | Williams-Honda         | 80      | 1:37:19.272        | 2           | 9       |
| 2   | 1  | Alain Prost        | McLaren-TAG            | 80      | + 17.128           | 5           | 6       |
| 3   | 6  | Nelson Piquet      | Williams-Honda         | 80      | + 37.545           | 3           | 4       |
| 4   | 2  | Keke Rosberg       | McLaren-TAG            | 80      | + 48.703           | 7           | 3       |
| 5   | 25 | René Arnoux        | Ligier-Renault         | 79      | + 1 okrążenie      | 4           | 2       |
| 6   | 26 | Jacques Laffite    | Ligier-Renault         | 79      | + 1 okrążenie      | 11          | 1       |
| 7   | 7  | Riccardo Patrese   | Brabham-BMW            | 78      | + 2 Okrążeń        | 16          |         |
| 8   | 27 | Michele Alboreto   | Ferrari                | 78      | + 2 Okrążeń        | 9           |         |
| 9   | 8  | Derek Warwick      | Brabham-BMW            | 77      | + 3 Okrążeń        | 14          |         |
| 10  | 3  | Martin Brundle     | Tyrrell-Renault        | 77      | + 3 Okrążeń        | 15          |         |
| 11  | 17 | Christian Danner   | Arrows-BMW             | 76      | + 4 Okrążeń        | 18          |         |
| NS  | 18 | Thierry Boutsen    | Arrows-BMW             | 67      | Nie sklasyfikowany | 21          |         |
| NU  | 16 | Patrick Tambay     | Lola-Ford              | 64      | Hamulce            | 13          |         |
| NU  | 11 | Johnny Dumfries    | Lotus-Renault          | 56      | Silnik             | 12          |         |
| NU  | 14 | Jonathan Palmer    | Zakspeed               | 46      | Silnik             | 22          |         |
| NU  | 4  | Philippe Streiff   | Tyrrell-Renault        | 43      | Zapalił się        | 17          |         |
| NU  | 29 | Huub Rothengatter  | Zakspeed               | 32      | Wypadek            | 24          |         |
| NU  | 22 | Allen Berg         | Osella-Alfa Romeo      | 25      | Turbo              | 26          |         |
| NU  | 20 | Gerhard Berger     | Benetton-BMW           | 22      | Skrz. biegów       | 8           |         |
| NU  | 19 | Teo Fabi           | Benetton-BMW           | 7       | Silnik             | 6           |         |
| NU  | 28 | Stefan Johansson   | Ferrari                | 5       | Turbo              | 10          |         |
| NU  | 12 | Ayrton Senna       | Lotus-Renault          | 3       | Wypadek            | 1           |         |
| NU  | 21 | Piercarlo Ghinzani | Osella-Alfa Romeo      | 3       | Wypadek            | 25          |         |
| NU  | 24 | Alessandro Nannini | Minardi-Motori Moderni | 3       | Wypadek            | 19          |         |
| NU  | 23 | Andrea de Cesaris  | Minardi-Motori Moderni | 3       | Turbo              | 23          |         |
| NU  | 15 | Alan Jones         | Lola-Ford              | 2       | Wypadek            | 20          |         |